# Saint-Antoine-de-Ficalba
Saint-Antoine-de-Ficalba è un comune francese di 673 abitanti situato nel dipartimento del Lot e Garonna nella regione della Nuova Aquitania.

## Società

### Evoluzione demografica
Abitanti censiti